# Robusticoelotes sanmenensis
Espèce
Synonymes
- Coelotes sanmenensis Tang, Yin & Zhang, 2002

Robusticoelotes sanmenensis est une espèce d'araignées aranéomorphes de la famille des Agelenidae.

## Distribution
Cette espèce est endémique du Zhejiang en Chine,.

## Étymologie
Son nom d'espèce, composé de sanmen et du suffixe latin -ensis, « qui vit dans, qui habite », lui a été donné en référence au lieu de sa découverte, le xian de Sanmen.

## Publication originale
- Tang, Yin & Zhang, 2002 : Two new species of the genus Coelotes Blackwell (Araneae: Amaurobiidae) from China. Journal of Natural Science of Hunan Normal University, vol. 25, no 1, p. 78-81.